# ريجينا كونيغ
ريجينا كونيغ (بالألمانية: Regina König)‏ هي متسابقة على الجليد بمزلاجة ألمانية، ولدت في القرن العشرين.